# Grad Miren
Grad Miren (v virih Monte Grado) je bil srednjeveški grad, ki je stal na hribu, ki se še danes po njem imenuje Mirenski grad. Hrib je bil že zelo zgodaj poseljen, saj je sprva služil kot prazgodovinsko gradišče, zatem pa kot rimska utrdba, ki je branila prehod čez Sočo.
Sam izvor gradu ni znan, domneva pa se, da so ga na ostankih rimske utrdbe zgradili vitezi Tosi. Leta 1515 so grad požgali in uničili kmečki uporniki.
Danes na njegovem mestu stoji cerkev Žalostne Matere Božje ter Samostan lazaristov. Ob njiju se nahajajo ostanki zidov, ki jih lahko opredelimo kot razvaline srednjeveškega gradu.